# Майяр, Луи-Эме
Луи-Эме Майяр (фр. Louis-Aimé Maillart; 24 марта 1817, Монпелье — 26 мая 1871, Мулен) — французский композитор.

## Биография
С 1833 года учился в Парижской консерватории, где изучал композицию у Эме Амбруаза Симона Леборна и Фроманталя Галеви, а также игру на скрипке. В 1841 году выиграл главную музыкальную премию Франции — Римскую премию, что дало ему возможность три года обучаться во Французской академии в Риме.
После возвращения на родину сочинил свою первую оперу «Gastibelza», имевшую блестящий успех, которая была выбрана в качестве вступительного произведения в Национальной опере (позже Театр Лирик) в 1847 году.
Из его позднейших опер наиболее известны:
- «Le moulin des tilleuls»,
- «La croix de Marie»,
- «Les pécheurs de Catane»,
- «Les dragons de Villars»; последняя заняла видное место в репертуаре оперных сцен во Франция и Германии.

Его последняя опера, «Lara», была поставлена в 1864 г. в Opéra-Comique.
Автор шести опер, из которых наибольшим успехом пользовались «Драгуны из Виллара» (1836) и «Лара» (1864), трёх кантат и мессы, а также ряда произведений в других жанрах.
Во время Франко-прусской войны в 1870 году после оккупации немецких войск выехал из Парижа и умер в следующем году в возрасте пятидесяти четырёх лет. Похоронен на кладбище Монмартр.

## Память
- В 1931 году его именем названа площадь в Париже.